# 彭長緯
彭長緯，GBS，JP（1953年12月3日—），前香港民建聯副主席，前沙田區議會副主席、第十二屆全國政協委員。他在1968年畢業於聖公會牧愛小學，同年考入何明華會督銀禧中學中文部。曾任環境保護運動委員會委員、區域市政局議員、臨時區域市政局議員、沙田區議員等職務。此外，2020年10月獲頒金紫荊星章，成為首位成功集齊金銀銅三等級星章的前沙田區議員。

## 議會生涯
1991年香港區議會選舉，第二代火炭選區設立，該次選舉由彭長緯與港同盟的張榮輝爭奪，最終彭長緯勝出。
1994年香港區議會選舉，火炭選區只有彭長緯參選，彭自動當選，其後彭加入民建聯，並當選沙田北區域市政局議員。
1999年香港區議會選舉，彭長緯改由穗禾選區爭取連任，由於未有其他候選人而自動當選，選後更擔任沙田區議會副主席。
2003年香港區議會選舉由民建聯彭長緯與獨立人士李瑞霞爭奪，最終彭以2,048票多於李的1,272票勝出。2007年香港區議會選舉，彭李二人再度爭奪，李瑞霞以前綫名義出選，加上公民黨派出查錫我，形成三方混戰，最終彭以近六成得票擊敗另外兩位候選人而勝出。
由於李瑞霞於區內開設花店，可以維持其社區網絡繼續參選，2011年香港區議會選舉，除彭李繼續參選之外，公民黨選前派出於區內開設文具店的彭玉英參選，最終彭長緯在投票人數下跌情況之下以六成四票勝出，彭玉英只得四分一得票。
2015年香港區議會選舉，公民黨改派邱智堅參選，維持彭李公民黨三方競逐，由於競選時穗禾苑正討論是否進行維修工程，彭長緯被指未有保障居民利益，邱智堅亦針對此事去爭取選民支持，選情比以往緊綢，結果在彭長緯告急下以二百多票差距當選，而邱智堅得票亦達四成六。
2019年香港區議會選舉，彭長緯退休，民建聯改派陳壇丹參選，公民黨則改派麥梓健，選舉期間有陳壇丹的中學同學發放陳涉嫌偷竊事跡，指陳誠信有問題，加上反修例運動引發的高投票率，結果麥梓健以過六成得票的4,054票多於陳壇丹的2,879票當選。
其後，陳壇丹參選2023年香港區議會選舉沙田西選區並成功當選。

## 榮譽
- 非官守太平紳士（2003年）
- 銅紫荊星章（2008年）
- 銀紫荊星章（2015年）
- 金紫荊星章（2020年）

| 香港區議會 | 香港區議會                                             | 香港區議會    |
| ---------- | ------------------------------------------------------ | ------------- |
| 新頭銜     | 沙田區議會 火炭選區區議員 1991年10月1日—1999年12月31日 | 繼任： 廖韻兒 |
| 新頭銜     | 沙田區議會 穗禾選區區議員 2000年1月1日—2019年12月31日  | 繼任： 麥梓健 |